# 長町 (仙台市)
長町（ながまち）は、宮城県仙台市太白区の町丁・大字。郵便番号は太白区長町一丁目から八丁目までが982-0011、太白区長町字越路が982-0837。住民基本台帳に基づく人口は17,292人、世帯数は9,547世帯（2025年4月1日現在）。現行行政地名は長町一丁目から長町八丁目および小字。長町一丁目から長町八丁目で住居表示を実施している。旧陸前国名取郡根岸村・平岡村、陸前国名取郡長町村、名取郡茂ヶ崎村大字長町、名取郡長町大字長町、仙台市長町。
江戸時代に奥州街道の宿場町である長町宿（ながまちじゅく）として始まり、仙台南部における交通の要衝、流通の中心地の一つとして発達した。

## 地理

### 小字
2025年（令和7年）5月末時点での「仙台市太白区（仙台法務局）登記所備付地図データ」、
デジタル庁公表の「アドレス・ベース・レジストリ」の「宮城県 町字マスター（フルセット） データセット」、および仙台市の公表する「町名別年齢（各歳）別住民基本台帳人口」によれば、長町の小字は以下の通りである。
| 町字ID  | 大字 | 小字     | 出典 | 出典         | 出典     |
| 町字ID  | 大字 | 小字     | 登記 | 町字マスター | 人口一覧 |
| ------- | ---- | -------- | ---- | ------------ | -------- |
| 0007101 | 長町 | 字越路   | ○    | ○            | ○        |
| -       | 長町 | 字地蔵堂 | ○    | ×            | ×        |

## 歴史

### 江戸時代
関ヶ原の戦いで世の大勢が決した後、徳川家康は徳川家による統治をより強固なものとするために、日本各地の街道と宿駅制度の拡充を求めた。これを受けて、仙台藩領内でも街道と宿場の整備が行われた。五街道の一つである奥州街道では段階的に宿場が整備、建設され、1612年に平岡村と根岸村に跨る形で一つの宿場町が設置された。これが長町宿である。長町宿は仙台城下から数えて一つ目の宿場だった。長町宿の設営には仙台城の普請奉行だった金森隠岐ならびに津田豊前景康が携わり、街道沿いに86軒の町屋敷が作られた。奥州街道の他に、長町宿から西へ延びる二つの街道もあり、総じて長町宿の伝馬役の負担は大きなもので、それに耐えかねて潰れる家もあったという。1623年に記された連署申上状に、長町宿は今や35軒で伝馬役を負担している、という訴えが残っている。
江戸時代の長町は、仙台城やその城下町で使われる木材の集積地の一つでもあった。それらの木材は、広瀬川の支流である大倉川および新川川周囲の藩有林、また名取川上流周辺の藩有林から切り出されたもので、川の流れを利用して下流へと流された。広瀬川に流された木材は角五郎木場に、名取川に流されたものは長町木場に集められ、そこから城下へ流通して、薪などに使われた。長町木場では毎年45万本から60万本の流木（ながしぎ）が取り扱われたという。
1868年に戊辰戦争が起こると、仙台藩は主要街道警備のために、原町、七北田、半子町、茶屋町と共に、長町にも警衛の兵を置き、新政府軍に備えた。

### 明治・大正・昭和初期
1874年（明治7年）に根岸村及び平岡村が合併し、長町村が発足する。1878年（明治11年）10月21日に名取郡が発足し、郡役所が長町村に設置された。
1888年（明治21年）に市制と町村制が公布され、翌1889年（明治22年）4月1日の町村制の施行により、長町村及び郡山村の区域をもって、同日、仙台区の区域の内、宮沢の区域を編入し、茂ヶ崎村（もがさきむら）として発足した。茂ヶ崎は長町から北西方向にある大年寺山の別称であり、茂ヶ崎の地名は現在も残っている。
1887年に日本鉄道が現在の東北本線を塩竈まで開通させたが、この当時は長町に駅は置かれなかった。1894年に日清戦争が起こると、仙台にあった陸軍第2師団が軍用の停車場を長町に設置させ、兵員がここから万歳の歓呼のもと戦地へ向けて出征した。1896年に一般駅として長町駅が開業する。1904年に日露戦争が勃発すると、再び長町駅から兵員が送り出された。
1892年、長町に青果市場が設置された。この頃、仙台の周辺で収穫された農産物や水産物は、長町、河原町、原町、堤町、北山、八幡町のいずれかを経由し、そこから小売商人によって仙台市内に流通した。その他に、長町には米穀店や薪炭店が多く集まっていた。後の1923年に中央卸売市場法が成立すると、長町市場はこれの認可を受けることができなかったものの、産業組合法をもって青果市場の機能を維持した。鉄道駅と市場の設置によって、長町は交通と物流の要衝として発達した。
1915年（大正4年）2月1日に茂ヶ崎村は町制施行・改称し長町となり、1928年（昭和3年）4月1日に宮城郡原町とともに仙台市に編入された。この間、1914年に長町と秋保を結ぶ秋保軌道が開通し、1925年には国鉄長町駅に貨車操車場が設置された。また、1936年には路面電車である仙台市電の長町線が開通し、長町はその終着点となった。
太平洋戦争中の1945年7月10日の仙台空襲では、長町はアメリカ軍の爆撃目標の中心点から遠かったが被災した。

### 昭和中期から平成
大正時代に設置された長町駅の貨車操車場はその後も段階的に拡張が行われていたが、1950年からこれの大規模な改良が行われた。この改良工事は1955年に完成し、長町駅は1日に2400両の貨車を取り扱える規模の操車場となった。1959年の繁忙期に1日で2963両を取り扱ったという記録が残っている。一方、業績の低迷と設備の老朽化から、秋保電気鉄道が1961年に廃止された。
1960年、宮城野原旧練兵場跡に仙台中央卸売市場が開設された。これの青果部門は、青物卸売業者の収容折衝に紆余曲折があり、1961年に業務を開始した。長町市場は2年間の期限付きで仙台中央卸売市場の分場として残され、1963年に閉鎖された。
1976年、モータリゼーションの発達に伴う交通渋滞や収支赤字の問題から、長町線を含めて仙台市電全線が廃止された。また、この頃になると、社会情勢の変化から日本の鉄道貨物の輸送量は減少傾向にあった。1984年のダイヤ改正で、国鉄は操車場での貨車中継方式を完全に廃止し、コンテナ列車を主体とする直行輸送へ舵を切った。これによって長町操車場もその機能を停止し、機関車の車両基地である長町機関区が残った。長町機関区も後に移転し、長町操車場跡地はあすと長町として再開発されることになる。
1987年、仙台市地下鉄南北線が開通し、東北本線と接続する長町駅の他に、長町一丁目駅が設けられた。長町南駅周辺はもともと水田地帯だったが、地下鉄開業を見越して1980年代から宅地開発が行われ、また1989年の仙台市の政令指定都市移行に先立ち、区役所の建設が行われた。1990年代になるとショッピングモールであるザ・モール仙台長町が近傍に進出した。
この当時、石井亨が仙台市長を務めていた。石井は機能分散型の都市構造を模索し、仙台市の東西南北にそれぞれの副都心構想を描いた。北は泉中央副都心、西は愛子副都心、東は東部副都心、南は長町副都心が設定され、それぞれを再開発し、商業、生活、文化施設を計画的に設置して、土地利用の高度化を図ろうとした。

### 町名の変遷
長町地区の住居表示の施行に伴う、丁目が設定された際の町名の変遷は以下の通りとなる。
| 実施後     | 実施年月日   | 実施前（各町名ともその一部） | 実施前（各町名ともその一部） |
| ---------- | ------------ | ---------------------------- | ---------------------------- |
| 長町一丁目 | 1968年8月1日 | 長町                         | 字北町                       |
| 長町一丁目 | 1968年8月1日 | 長町                         | 字八本松                     |
| 長町一丁目 | 1968年8月1日 | 長町                         | 字西浦                       |
| 長町一丁目 | 1968年8月1日 | 長町                         | 字木場後                     |
| 長町二丁目 | 1968年8月1日 | 長町                         | 字西浦                       |
| 長町二丁目 | 1968年8月1日 | 長町                         | 字木場後                     |
| 長町三丁目 | 1968年8月1日 | 長町                         | 字南町                       |
| 長町四丁目 | 1968年8月1日 | 長町                         | 字西浦                       |
| 長町四丁目 | 1968年8月1日 | 長町                         | 字山根街道南                 |
| 長町五丁目 | 1968年8月1日 | 長町                         | 字大道西南                   |
| 長町五丁目 | 1968年8月1日 | 長町                         | 字大道東                     |
| 長町五丁目 | 1968年8月1日 | 長町                         | 字南町                       |
| 長町五丁目 | 1968年8月1日 | 長町                         | 字大道西                     |
| 長町五丁目 | 1968年8月1日 | 長町                         | 字山根街道南                 |
| 長町六丁目 | 1968年8月1日 | 長町                         | 字大道西南                   |
| 長町六丁目 | 1968年8月1日 | 長町                         | 字大道東北                   |
| 長町六丁目 | 1968年8月1日 | 長町                         | 字大道西                     |
| 長町六丁目 | 1968年8月1日 | 長町                         | 字広岡                       |
| 長町六丁目 | 1968年8月1日 | 長町                         | 字広岡東                     |
| 長町七丁目 | 1968年8月1日 | 長町                         | 字山根街道南                 |
| 長町七丁目 | 1968年8月1日 | 長町                         | 字鍋田                       |
| 長町七丁目 | 1968年8月1日 | 長町                         | 字八幡前                     |
| 長町七丁目 | 1968年8月1日 | 長町                         | 字南矢流                     |
| 長町七丁目 | 1968年8月1日 | 長町                         | 字中谷地                     |
| 長町七丁目 | 1968年8月1日 | 長町                         | 字鳥居原                     |
| 長町八丁目 | 1968年8月1日 | 長町                         | 字福聚院前                   |
| 長町八丁目 | 1968年8月1日 | 長町                         | 字山根街道南                 |
| 長町八丁目 | 1968年8月1日 | 長町                         | 字笠見                       |
| 長町八丁目 | 1968年8月1日 | 長町                         | 字鹿野前                     |
| 長町八丁目 | 1968年8月1日 | 長町                         | 字北矢流                     |
| 長町八丁目 | 1968年8月1日 | 長町                         | 字八幡前                     |

長町から分離し住居表示が施行された町名の変遷は以下の通りとなる。
| 実施前（各町名ともその一部） | 実施前（各町名ともその一部） | 実施年月日    | 実施後（各町名ともその一部） |
| ---------------------------- | ---------------------------- | ------------- | ---------------------------- |
| 長町六丁目                   | 長町六丁目                   | 2004年7月18日 | あすと長町三丁目             |
| 長町                         | 字芦ノ口                     | 1979年7月1日  | 芦の口                       |
| 長町                         | 字芦ノ口                     | 1979年7月1日  | 大塒町                       |
| 長町                         | 字芦ノ口                     | 1979年7月1日  | 西の平一丁目                 |
| 長町                         | 字芦ノ口                     | 1979年7月1日  | 西の平二丁目                 |
| 長町                         | 字芦ノ口                     | 1979年7月1日  | 八木山東一丁目               |
| 長町                         | 字芦ノ口                     | 1979年7月1日  | 八木山東二丁目               |
| 長町                         | 字芦ノ口                     | 1973年5月1日  | 土手内三丁目                 |
| 長町                         | 字芦ノ口                     | 1973年5月1日  | 若葉町                       |
| 長町                         | 字芦ノ口                     | 1973年5月1日  | 松が丘                       |
| 長町                         | 字大窪谷地                   | 1966年5月1日  | 向山一丁目                   |
| 長町                         | 字大窪谷地                   | 1966年5月1日  | 向山二丁目                   |
| 長町                         | 字大窪谷地                   | 1966年5月1日  | 向山三丁目                   |
| 長町                         | 字大窪谷地                   | 1966年5月1日  | 向山四丁目                   |
| 長町                         | 字大窪谷地                   | 1966年5月1日  | 萩ケ丘                       |
| 長町                         | 字大窪谷地                   | 1966年5月1日  | 越路                         |
| 長町                         | 字大塒                       | 1979年7月1日  | 大塒町                       |
| 長町                         | 字大塒                       | 1979年7月1日  | 芦の口                       |
| 長町                         | 字大塒                       | 1973年5月1日  | 恵和町                       |
| 長町                         | 字大塒                       | 1973年5月1日  | 若葉町                       |
| 長町                         | 字鹿野前                     | 1968年8月1日  | 鹿野一丁目                   |
| 長町                         | 字鹿野前                     | 1968年8月1日  | 鹿野二丁目                   |
| 長町                         | 字鹿又                       | 1968年8月1日  | 八本松二丁目                 |
| 長町                         | 字鹿又                       | 1968年8月1日  | 郡山四丁目                   |
| 長町                         | 字鹿野屋敷                   | 1973年5月1日  | 緑ケ丘一丁目                 |
| 長町                         | 字鹿野屋敷                   | 1973年5月1日  | 鹿野本町                     |
| 長町                         | 字鹿野屋敷                   | 1968年8月1日  | 門前町                       |
| 長町                         | 字上中谷地                   | 1981年7月6日  | 砂押南町                     |
| 長町                         | 字上中谷地                   | 1981年7月6日  | 鹿野三丁目                   |
| 長町                         | 字北矢流                     | 1968年8月1日  | 鹿野一丁目                   |
| 長町                         | 字北矢流                     | 1968年8月1日  | 鹿野二丁目                   |
| 長町                         | 字北町                       | 1968年8月1日  | 根岸町                       |
| 長町                         | 字木場後                     | 1968年8月1日  | 根岸町                       |
| 長町                         | 字木場東                     | 1968年8月1日  | 根岸町                       |
| 長町                         | 字越路                       | 1973年5月1日  | 桜木町                       |
| 長町                         | 字越路                       | 1966年5月1日  | 萩ケ丘                       |
| 長町                         | 字越路                       | 1966年5月1日  | 向山一丁目                   |
| 長町                         | 字越路                       | 1966年5月1日  | 向山二丁目                   |
| 長町                         | 字越路                       | 1966年5月1日  | 向山三丁目                   |
| 長町                         | 字越路                       | 1966年5月1日  | 八木山香澄町                 |
| 長町                         | 字越路                       | 1966年5月1日  | 八木山弥生町                 |
| 長町                         | 字越路                       | 1966年5月1日  | 八木山緑町                   |
| 長町                         | 字越路                       | 1966年5月1日  | 八木山松波町                 |
| 長町                         | 字越路上平                   | 1966年5月1日  | 八木山香澄町                 |
| 長町                         | 字越路上平                   | 1966年5月1日  | 向山一丁目                   |
| 長町                         | 字鹿除土手                   | 1973年5月1日  | 土手内一丁目                 |
| 長町                         | 字鹿除土手                   | 1973年5月1日  | 緑ケ丘一丁目                 |
| 長町                         | 字鹿除土手                   | 1973年5月1日  | 鹿野本町                     |
| 長町                         | 字鹿除土手                   | 1968年8月1日  | 門前町                       |
| 長町                         | 字〆木                       | 1968年8月1日  | 郡山三丁目                   |
| 長町                         | 字下河原                     | 1968年8月1日  | 八本松一丁目                 |
| 長町                         | 字下河原                     | 1968年8月1日  | 若林四丁目（若林区）         |
| 長町                         | 字新田                       | 1981年7月6日  | 長町南二丁目                 |
| 長町                         | 字新田北                     | 1981年7月6日  | 長町南一丁目                 |
| 長町                         | 字新屋敷                     | 1968年8月1日  | 根岸町                       |
| 長町                         | 字新屋敷                     | 1968年8月1日  | 門前町                       |
| 長町                         | 字新屋敷前                   | 1968年8月1日  | 根岸町                       |
| 長町                         | 字新屋敷前                   | 1968年8月1日  | 門前町                       |
| 長町                         | 字砂押                       | 1981年7月6日  | 砂押南町                     |
| 長町                         | 字砂押                       | 1981年7月6日  | 鹿野三丁目                   |
| 長町                         | 字砂押                       | 1981年7月6日  | 泉崎一丁目                   |
| 長町                         | 字砂押屋敷                   | 1973年5月1日  | 砂押町                       |
| 長町                         | 字砂押屋敷                   | 1973年5月1日  | 緑ケ丘一丁目                 |
| 長町                         | 字大道東北                   | 1968年8月1日  | 郡山一丁目                   |
| 長町                         | 字大道東南                   | 1968年8月1日  | 郡山二丁目                   |
| 長町                         | 字地蔵堂                     | 2009年7月21日 | 長町南三丁目                 |
| 長町                         | 字地蔵堂                     | 1981年7月6日  | 大野田一丁目                 |
| 長町                         | 字鳥居原                     | 1981年7月6日  | 大野田一丁目                 |
| 長町                         | 字土手内                     | 1973年5月1日  | 砂押町                       |
| 長町                         | 字土手内                     | 1973年5月1日  | 土手内一丁目                 |
| 長町                         | 字土手内                     | 1973年5月1日  | 土手内二丁目                 |
| 長町                         | 字土手内                     | 1973年5月1日  | 土手内三丁目                 |
| 長町                         | 字土手内                     | 1973年5月1日  | 緑ケ丘二丁目                 |
| 長町                         | 字中河原                     | 1968年8月1日  | 八本松一丁目                 |
| 長町                         | 字中谷地                     | 1981年7月6日  | 鹿野三丁目                   |
| 長町                         | 字中谷地                     | 1981年7月6日  | 泉崎一丁目                   |
| 長町                         | 字中谷地                     | 1981年7月6日  | 長町南三丁目                 |
| 長町                         | 字中谷地                     | 1981年7月6日  | 長町南四丁目                 |
| 長町                         | 字長岫                       | 1973年5月1日  | 緑ケ丘三丁目                 |
| 長町                         | 字長岫                       | 1973年5月1日  | 緑ケ丘四丁目                 |
| 長町                         | 字長岫                       | 1973年5月1日  | 青山一丁目                   |
| 長町                         | 字長岫                       | 1973年5月1日  | 青山二丁目                   |
| 長町                         | 字長嶺                       | 1973年5月1日  | 長嶺                         |
| 長町                         | 字長嶺                       | 1966年5月1日  | 八木山弥生町                 |
| 長町                         | 字鍋田                       | 1981年7月6日  | 長町南一丁目                 |
| 長町                         | 字西台畑                     | 1968年8月1日  | 郡山一丁目                   |
| 長町                         | 字西台畑                     | 1968年8月1日  | 郡山二丁目                   |
| 長町                         | 字西ノ平                     | 1979年7月1日  | 八木山東一丁目               |
| 長町                         | 字西ノ平                     | 1979年7月1日  | 西の平一丁目                 |
| 長町                         | 字西ノ平                     | 1979年7月1日  | 西の平二丁目                 |
| 長町                         | 字西ノ平                     | 1979年7月1日  | 金剛沢一丁目                 |
| 長町                         | 字西ノ平                     | 1979年7月1日  | 三神峯二丁目                 |
| 長町                         | 字根岸                       | 1973年5月1日  | 桜木町                       |
| 長町                         | 字根岸                       | 1973年5月1日  | 青山一丁目                   |
| 長町                         | 字根岸                       | 1973年5月1日  | 松が丘                       |
| 長町                         | 字根岸                       | 1973年5月1日  | 八木山松波町                 |
| 長町                         | 字畑塒                       | 1973年5月1日  | 鹿野本町                     |
| 長町                         | 字畑塒                       | 1973年5月1日  | 緑ケ丘一丁目                 |
| 長町                         | 字畑塒                       | 1973年5月1日  | 緑ケ丘二丁目                 |
| 長町                         | 字畑塒                       | 1973年5月1日  | 緑ケ丘三丁目                 |
| 長町                         | 字畑塒                       | 1979年7月1日  | 大塒町                       |
| 長町                         | 字八本松                     | 1968年8月1日  | 八本松一丁目                 |
| 長町                         | 字八本松                     | 1968年8月1日  | 八本松二丁目                 |
| 長町                         | 字八幡前                     | 1981年7月6日  | 鹿野三丁目                   |
| 長町                         | 字東裏北                     | 1968年8月1日  | 郡山一丁目                   |
| 長町                         | 字東裏北                     | 1968年8月1日  | 八本松一丁目                 |
| 長町                         | 字東台畑                     | 1968年8月1日  | 郡山三丁目                   |
| 長町                         | 字福聚院前                   | 1968年8月1日  | 鹿野一丁目                   |
| 長町                         | 字二ツ沢                     | 1966年5月1日  | 八木山弥生町                 |
| 長町                         | 字二ツ沢                     | 1973年5月1日  | 青山二丁目                   |
| 長町                         | 字二ツ沢                     | 1973年5月1日  | 長嶺                         |
| 長町                         | 字二ツ沢                     | 1973年5月1日  | 二ツ沢                       |
| 長町                         | 字二ツ沢                     | 1973年5月1日  | 鹿野本町                     |
| 長町                         | 字町東                       | 1968年8月1日  | 郡山一丁目                   |
| 長町                         | 字町東                       | 1968年8月1日  | 八本松二丁目                 |
| 長町                         | 字南矢流                     | 1981年7月6日  | 砂押南町                     |
| 長町                         | 字南矢流                     | 1981年7月6日  | 鹿野三丁目                   |
| 長町                         | 字南矢流                     | 1968年8月1日  | 鹿野二丁目                   |
| 長町                         | 字宮沢                       | 1968年8月1日  | 根岸町                       |
| 長町                         | 字宮沢                       | 1966年5月1日  | 越路                         |
| 長町                         | 字宮田                       | 1981年7月6日  | 長町南一丁目                 |
| 長町                         | 字宮田                       | 1981年7月6日  | 長町南三丁目                 |
| 長町                         | 字茂ケ崎                     | 1985年7月1日  | 茂ケ崎一丁目                 |
| 長町                         | 字茂ケ崎                     | 1985年7月1日  | 茂ケ崎二丁目                 |
| 長町                         | 字茂ケ崎                     | 1985年7月1日  | 茂ケ崎三丁目                 |
| 長町                         | 字茂ケ崎                     | 1985年7月1日  | 茂ケ崎四丁目                 |
| 長町                         | 字茂ケ崎                     | 1966年5月1日  | 向山四丁目                   |
| 長町                         | 字茂ケ崎                     | 1966年5月1日  | 萩ケ丘                       |
| 長町                         | 字門前町                     | 1968年8月1日  | 門前町                       |

## 世帯数と人口
2025年（令和7年）4月1日現在の世帯数と人口は以下の通りである。
| 丁目・小字 | 世帯      | 人口     |
| ---------- | --------- | -------- |
| 長町字越路 | 150世帯   | 295人    |
| 長町一丁目 | 1,403世帯 | 2,269人  |
| 長町二丁目 | 1,217世帯 | 2,264人  |
| 長町三丁目 | 910世帯   | 1,517人  |
| 長町四丁目 | 695世帯   | 1,280人  |
| 長町五丁目 | 1,488世帯 | 2,619人  |
| 長町六丁目 | 1,343世帯 | 2,449人  |
| 長町七丁目 | 2,027世帯 | 2,027人  |
| 長町八丁目 | 1,273世帯 | 2,572人  |
| 計         | 9,547世帯 | 17,292人 |

## 小・中学校の学区
小・中学校の学区は以下の通りとなる。
| 町丁       | 字・番地              | 小学校       | 中学校       |
| ---------- | --------------------- | ------------ | ------------ |
| 長町一丁目 | 全域                  | 長町小学校   | 長町中学校   |
| 長町二丁目 | 全域                  | 長町小学校   | 長町中学校   |
| 長町三丁目 | 全域                  | 長町小学校   | 長町中学校   |
| 長町四丁目 | 全域                  | 長町小学校   | 長町中学校   |
| 長町五丁目 | 1から2-5              | 長町小学校   | 長町中学校   |
| 長町五丁目 | 2-39から10-15         | 長町小学校   | 長町中学校   |
| 長町五丁目 | 10-46から12-19        | 長町小学校   | 長町中学校   |
| 長町五丁目 | 2-6から2-38           | 長町南小学校 | 長町中学校   |
| 長町五丁目 | 10-16から10-45        | 長町南小学校 | 長町中学校   |
| 長町五丁目 | 12-20から町名の終わり | 長町南小学校 | 長町中学校   |
| 長町六丁目 | 全域                  | 長町南小学校 | 長町中学校   |
| 長町七丁目 | 20から24              | 長町南小学校 | 長町中学校   |
| 長町七丁目 | 1から19               | 長町小学校   | 長町中学校   |
| 長町八丁目 | 1から17               | 長町小学校   | 長町中学校   |
| 長町八丁目 | 18-2から18の終わり    | 長町小学校   | 長町中学校   |
| 長町八丁目 | 22から23              | 長町小学校   | 長町中学校   |
| 長町八丁目 | 18-1                  | 鹿野小学校   | 長町中学校   |
| 長町八丁目 | 19から21              | 鹿野小学校   | 長町中学校   |
| 長町       | 字越路                | 八木山小学校 | 八木山中学校 |

## 交通

### 鉄道
- 東日本旅客鉄道（JR東日本）
  - ■東北本線 長町駅
- 仙台市地下鉄（仙台市交通局）
  - ■南北線 長町一丁目駅 - 長町駅

### 道路

#### 主要地方道・一般県道
- 宮城県道54号井土長町線
- 宮城県道258号仙台館腰線
- 宮城県道273号仙台名取線

#### 道路愛称路線
- 広瀬河畔通
- 昭和市電通り

その他
- 奥州街道

## 主な施設

### 長町一丁目
- 仙台市地下鉄南北線・長町一丁目駅
- 杜の都信用金庫長町支店
- 長町一丁目商店街

### 長町二丁目
- 長町コミュニティ・センター

### 長町三丁目
- 仙台長町三郵便局
- 七十七銀行長町支店
- 仙台銀行長町支店
- 岩手銀行長町支店
- 長町病院
- エフエムたいはく本社・しらかしスタジオ
- サンカトゥール商店街

### 長町四丁目
- 仙台市立長町小学校
- 仙台青葉学院大学・仙台青葉学院短期大学長町キャンパス
- きらやか銀行仙台長町支店
- サンカトゥール商店街

### 長町五丁目
- 東日本旅客鉄道（JR東日本）東北本線・長町駅
  - tekuteながまち
- 仙台市地下鉄南北線・長町駅
- 仙台市交通局長町営業所
- 長町地域包括支援センター
- たいはっくる
  - 仙台市太白図書館
  - 太白区中央市民センター
  - 太白区文化センター
    - 楽楽楽ホール
- 長町駅前商店街

### 長町六丁目
- 仙台南警察署
- 仙台農業協同組合（JA仙台）長町支店

### 長町七丁目
- 仙台市立長町南小学校
- 仙台南郵便局
- 七十七銀行長町南支店
- 荘内銀行長町支店
- ザ・モール仙台長町
- ララガーデン長町
- みやぎ生活協同組合長町店
- 長町住宅展示場「緑と風のガーデン」

### 長町八丁目
- 秋田銀行仙台南支店
- 宮城県仙台三桜高等学校第二グラウンド

### 長町字越路
- 八木山ベニーランド
- 東北朝鮮初中級学校